# 3-ヒドロキシピコリン酸
3-ヒドロキシピコリン酸（英語: 3-hydroxy picolinic acid）は、ピコリン酸の誘導体の1つ。MALDI質量分析においてヌクレオチドのマトリックスとして使用される。